# Setuloppia newelli
Setuloppia newelli är en kvalsterart som först beskrevs av Hammer 1968.  Setuloppia newelli ingår i släktet Setuloppia och familjen Oppiidae. Inga underarter finns listade i Catalogue of Life.